# 张正男
张正男（韓語：장정남，？—），出生于江原道川内郡。为朝鲜现任党和国家领导干部之一，曾任朝鲜人民武装力量部部长及國防委員會委員，大将军衔。

## 簡歷
2012年12月时任朝鲜人民军第1军军长。2013年5月13日，张正男被任命为朝鲜人民武装力量部部长。参加了朝鲜民主主义人民共和国建国65周年大阅兵，并检阅部队。参加了朝鲜祖国解放战争胜利60周年大阅兵，并检阅部队。